# كاموشيلاورن
كاموشيلاورن (بالإنجليزية: Camoscellahorn)‏ هو أحد جبال سلسلة جبال الألب بينيني وجزء من القمة الأم Pizzo Giezza يقع في كانتون فاليز، سويسرا وبييمونتي، إيطاليا. يبلغ ارتفاع الجبل حوالي 2612 متر، بينما يبلغ ارتفاع نتوء الجبل 183 متر.